# IO Interactive
IO Interactive — независимая датская компания по разработке компьютерных игр. Прежде являлась дочерним предприятием Square Enix, а ещё ранее — Eidos Interactive. Компания была основана в сентябре 1998 года группой разработчиков Reto-Moto, сформированной из бывших сотрудников компаний Zyrinx и Lemon. Главной работой компании являются игры серии Hitman. Кроме того, IO Interactive разработала две игры серии Kane & Lynch и некоторые другие. Во всех своих играх IO Interactive использует собственный внутренний игровой движок «Glacier engine».

## История

### Первые шаги
Первым проектом молодой студии стал стелс-шутер Hitman: Codename 47, выпущенный в 2000 году и ставший во многом прорывной игрой. Она стала одной из первых, использующих технологию ragdoll и ввела поджанр «социальной стелс-игры», в которой маскировка и умение теряться в толпе играет важную роль. Последовавшее в 2002 году продолжение Hitman 2: Silent Assassin закрепило успех серии, исправив многие недочеты первой игры.

### Eidos и Square Enix
После выхода Freedom Fighters в 2003 году IO Interactive была куплена издателем Eidos Interactive. В этот период выходят третья часть серии Hitman — Contracts (2004).
В 2006 году студия выпускает Hitman: Blood Money, своеобразную вершину всей игровой серии Hitman, получившую очень хорошую оценку у критиков на всех вышедших платформах: на агрегаторе Metacritic игра имеет оценку 81-82 % в зависимости от платформы. Вторая половина 2000-х годов также ознаменовалась выходом игр Kane & Lynch: Dead Men (2007) и Mini Ninjas (2009).
В 2009 году студия переходит во владение к Square Enix вместе с приобретенной родительской компанией Eidos Interactive. В конце октября 2010 года сайт Eurogamer сообщил, что несколькими днями ранее штат сотрудников IO Interactive был сокращён на 35 человек, включая главу компании и по совместительству главного гейм-дизайнера первых четырёх игр серии Hitman. Источником этих сведений стал Джордж Бруссард (англ. George Broussard), один из основателей компании 3D Realms, который оставил соответствующее сообщение на своей twitter-страничке. Кроме этого, Бруссард сообщил, что одновременно с увольнениями был отменён какой-то проект.
В 2012 году выходит Hitman: Absolution, которая хоть и была принята тепло критиками, но не стала коммерчески успешной. 18 июня 2013 года стало известно, что в штате IO Interactive очередное сокращение. Из-за того, что продажи Hitman: Absolution не удовлетворили планы издателя Square Enix, было уволено около 50 % сотрудников студии.
На следующий проект студии, Hitman, игру, вышедшую в 2016 году компанией были возложены большие надежды: были проведены социальные опросы целевой аудитории, проведено закрытое бета-тестирование, большое внимание было уделено традиционным составляющим игровой серии.
16 июня 2017 года студия объявила себя независимой от Square Enix, выкупив себя и сохранив при этом за собой права на игровую серию Hitman и Freedom Fighters.
В 2019 году студия открыла филиал в шведском Мальмё, в 2021 году — в испанской Барселоне, а в 2023 году — в английском Брайтоне.
16 октября 2024 года IO Interactive объявила, что выступит издателем дебютного проекта студии Build A Rocket Boy, приключенческого боевика MindsEye, что делает её первым издательским проектом IOI.

## Игры
| Год  | Название                                    | Платформы                                                                      | Издатель                               |
| ---- | ------------------------------------------- | ------------------------------------------------------------------------------ | -------------------------------------- |
| 2000 | Hitman: Codename 47                         | Windows                                                                        | Eidos Interactive                      |
| 2002 | Hitman 2: Silent Assassin                   | Windows, PlayStation 2, PlayStation 3, Xbox, Xbox 360, GameCube                | Eidos Interactive                      |
| 2003 | Freedom Fighters                            | Windows, PlayStation 2, Xbox, GameCube                                         | Electronic Arts                        |
| 2004 | Hitman: Contracts                           | Windows, PlayStation 2, PlayStation 3, Xbox, Xbox 360                          | Eidos Interactive                      |
| 2006 | Hitman: Blood Money                         | Windows, PlayStation 2, PlayStation 3, Xbox, Xbox 360                          | Eidos Interactive                      |
| 2007 | Kane & Lynch: Dead Men                      | Windows, PlayStation 3, Xbox 360                                               | Eidos Interactive                      |
| 2009 | Mini Ninjas                                 | Windows, PlayStation 3, Xbox 360, Wii                                          | Eidos Interactive, Feral Interactive   |
| 2010 | Kane & Lynch 2: Dog Days                    | Windows, PlayStation 3, Xbox 360                                               | Square Enix                            |
| 2012 | Hitman: Absolution                          | Windows, PlayStation 3, Xbox 360                                               | Square Enix, Feral Interactive         |
| 2016 | Hitman                                      | Windows, PlayStation 4, Xbox One                                               | Square Enix, Feral Interactive         |
| 2018 | Hitman 2                                    | Windows, PlayStation 4, Xbox One                                               | Warner Bros. Interactive Entertainment |
| 2019 | Hitman HD Enhanced Collection               | PlayStation 4, Xbox One                                                        | Warner Bros. Interactive Entertainment |
| 2021 | Hitman 3                                    | Windows, PlayStation 4, PlayStation 5, PlayStation VR, Xbox One, Xbox Series X | IO Interactive                         |
| 2025 | MindsEye (разработчик — Build A Rocket Boy) | Windows, PlayStation 5, Xbox Series X/S                                        | IO Interactive                         |
| 2026 | 007 First Light                             | Nintendo Switch 2, PlayStation 5, Windows, Xbox Series X/S                     | IO Interactive                         |
| TBA  | Project Fantasy (рабочее название)          | TBA                                                                            | IO Interactive                         |